# قوام التربة
قوام التربة (بالإنجليزية: Soil Texture)‏ هو التوزع الحجمي النسبي لناعم التربة (حبيبات التربة المعدنية، التي يقل قطرها المكافئ عن مليمترين ويحدد قطرها حسب حجم حبيبات التربة). يعد قوام التربة من أهم خواصها المورفولوجية؛ إذ يسهل ملاحظته وتحديده في الحقل. ويتكون ناعم التربة من مخلوط الرمل (بالإنجليزية: Sand)‏، الطمي (بالإنجليزية: Silt)‏، الطين (بالإنجليزية: Clay)‏. ويُحدد قوام التربة، إلى مدى بعيد، العديد من خواصها الفيزيائية الأخرى، كمعدل رشح الماء في التربة، ومدى احتفاظها به، ومقدار تهوية التربة وتماسكها. ويعد النظام الأمريكي لتحديد فئات الأحجام المختلفة لحبيبات التربة، هو الأكثر شيوعاً بين النظُم الأخرى؛ لما يمتاز به من عدد أكبر للفئات؛ ما يعطي مرونة أكبر.

## تاریخ
التصنيف الأول، النظام الدولي، اقترحه ألبرت أتيربيرج لأول مرة في عام 1905 واستند إلى دراساته في جنوب السويد. لهذا العمل، اختار أتيربيرج 20 ميكرومتر كحد أعلى لكسر الطمي، لأن الجسيمات الأصغر من هذا الحجم لم تكن مرئية للعين المجردة. ويمكن تخثر التعليق بواسطة الأملاح، وكان ارتفاع الشعيرات الدموية في غضون 24 ساعة أسرع في هذا الجزء، والمسام بين ضغط كانت الجزيئات صغيرة جدًا بحيث تمنع دخول الشعيرات الجذرية. أوصت اللجنة الأولى للجمعية الدولية لعلوم التربة (ISSS) باستخدامه في المؤتمر الدولي الأول لعلوم التربة في واشنطن عام 1927. اعتمدت أستراليا هذا النظام، وتعتبر الفترات اللوغاريتمية المتساوية ميزة جذابة تستحق الحفاظ عليها. تبنت وزارة الزراعة الأمريكية (USDA) نظامها الخاص في عام 1938، واستخدمت منظمة الأغذية والزراعة (الفاو) نظام وزارة الزراعة الأمريكية في خريطة التربة العالمية لمنظمة الأغذية والزراعة واليونسكو وأوصت باستخدامه.

## تحديد قوام التربة
تحدد نسب الرمل والطمي والطين في المعمل، بعد التخلص من المادة العضوية، وغسل الأملاح والمواد اللاحمة، وتفريق الحبيبات، ثم فصل الحبيبات في حجم الرمل، باستخدام مناخل ذات فتحات، لا يقل قطرها عن 0.05مم. أما الطمي والطين، فيفصلان بوساطة الترسيب في الماء، باستخدام طريقة الهيدروميتر، وتطبيق قانون ستوكس (بالإنجليزية: Stocke’s Law)‏. ومن نسب الرمل والطمي والطين، يحدد قوام التربة، باستخدام مثلث القوام (انظر شكل مثلث قوام التربة)؛ وهو مثلث متساوي الأضلاع، يمثل كل ضلع فيه النسبة الوزنية لإحدى المجموعات الحجمية، كنسبة مئوية، ابتداءً من صفر حتى 100%. فالضلع الأول للمثلث، يمثل نسبة الطين (أقل من 0.002مم) في عينة التربة، والضلع الثاني يمثل نسبة الطمي (0.002مم-0.05مم). والضلع الثالث، يمثل نسبة الرمل (0.05-2مم). ويقسِم مثلث قوام التربة الترب إلى اثني عشر قسماً، حسب النظام الأمريكي الحديث.
وبين الأقسام الإثني عشر لقوام التربة، يوجد ثلاثة أقسام رئيسية، أما أقسام القوام الأخرى، فهي حالات وسطية، من الأقسام الثلاثة الرئيسية وهي:
- الترب الرملية
- الترب الطميية
- الترب الطينية